# خان عبد الجبار خان
خان عبد الجبار خان (بالبشتوية: خان عبدالجبار خان)‏، (1883، أوتمانزاي - 9 مايو 1958، لاهور)، المعروف شعبيا باسم الدكتور خان صاحب كان رائدًا في حركة الاستقلال الهندية وسياسي باكستاني. والأخ الأكبر لعبد الغفار خان الناشط في استقلال البشتون.
بصفته رئيس وزراء المقاطعة الحدودية الشمالية الغربية، قاطع الدكتور خان صاحب وشقيقه عبد الغفار خان وخدي خدمتجار استفتاء الإقليم الحدودي الشمالي الغربي في يوليو 1947 حول انضمام المقاطعة إلى الهند أو باكستان بعد تقسيم الهند، لأنهم كانوا يرغبون باستقلال المنطقة الشمالية الغربية أو الانضمام إلى أفغانستان.

## اغتياله
تم اغتياله من قبل عطا محمد في حوالي الساعة 8:30 صباحًا في 9 مايو 1958 ، وفقًا لبعض المصادر بناءً على أوامر اللواء المشرقي ، زعيم حركة الخاكسار.